# 弦楽四重奏曲第12番 (ベートーヴェン)
弦楽四重奏曲第12番（げんがくしじゅうそうきょくだいじゅうにばん）変ホ長調 作品127は、ルートヴィヒ・ヴァン・ベートーヴェンが1825年10月に完成させた弦楽四重奏曲である。

## 概要
ベートーヴェンは第11番の作曲後、14年間弦楽四重奏曲に着手することがなかったが、その後、5曲の弦楽四重奏曲（また第13番の終楽章を差し替えて独立させた『大フーガ』）を作曲している。この第12番は、ベートーヴェンがこの14年のブランクの後に作曲した最初の弦楽四重奏曲であり、これ以降の弦楽四重奏曲はベートーヴェン「後期」の弦楽四重奏曲とされる。
ロシア貴族ニコライ・ガリツィンから弦楽四重奏曲の依頼を受けて作曲したため、第15番 、第13番とあわせた3曲を「ガリツィン・セット」と呼ぶこともある。
作曲時期は、ピアノソナタ第30番、第31番、第32番や、ミサ・ソレムニス、交響曲第9番などとほぼ重なり、そのためか大変充実した曲になっている。
初演は1825年3月6日であったが、練習不足のため評判はよくなかったらしい。しかし同月23日に行われた2回目の演奏では好評を博した。

## 曲の構成
第1楽章
Maestoso - Allegro　変ホ長調　ソナタ形式。
変ホ長調の重厚で鮮烈な和音で曲は開始される。その後、「優しく、美しく」と指示された第1主題とト短調の第2主題による主部となる。曲の途中にMaestosoの序奏部の和音が2度現れる。全体的に明るい雰囲気を持つ曲である。
第2楽章
変奏曲形式で、ピアノソナタ第30番第3楽章や、弦楽四重奏曲第14番第4楽章、ディアベリ変奏曲などと並び、ベートーヴェン後期様式を代表する変奏曲である。
主題は、Adagio, ma non troppo e molto cantabileで変イ長調のきわめて静かで簡素なものであり、晩年のベートーヴェンの精神的な深さを示す。第1変奏と、Andante con motoの第2変奏を経て、Adagio molt espressivo ホ長調の第3変奏にいたる。第3変奏は主題の本質を維持しながらも、変奏としては主題からかなり遠ざかっている。Adagioの第4変奏では元の変イ長調に戻り、主題も明瞭に変奏される。第5変奏はかなり闊達なものである。
第3楽章
Scherzando vivace - Presto　変ホ長調　三部形式。
スケルツォ風の楽章。トリオ部はPrestoである。後半のスケルツォ部はかなり自由な展開を見せる。
第4楽章
Finale　変ホ長調　ソナタ形式。
特に速度指示は与えられていないが、普通はPrestoもしくはAllegroで演奏される。コーダがAllegro con motoで始まるので、通常はそこで速度が一旦落とされる。
ユニゾンによる序奏部から、元気のいい第1主題が第1ヴァイオリンに現れ、変ロ長調の溌剌とした第2主題へと進行する。展開部では、いかにもベートーヴェンらしい精力的で巧妙な主題の展開が行われる。再現部を経てハ長調のコーダに至る。コーダで曲は勢いを増し、調も元の変ホ長調に戻って、合奏によって全曲は力強く結ばれる。